# Jeff Sanders
Pour les articles homonymes, voir Sanders.
Jeff Sanders, né le 14 janvier 1966, à Augusta, en Géorgie (États-Unis), est un ancien joueur américain de basket-ball. Il évolue au poste d'ailier fort. 

## Palmarès
- Joueur de l'année de l'Atlantic Sun Conference 1988, 1989
- All-IBL First Team 2001
- All-CBA First Team 2002